# Andescaracara
De Andescaracara (Phalcoboenus megalopterus) is een roofvogel uit de familie van de Falconidae (valkachtigen).

## Verspreiding en leefgebied
Deze soort komt voor van Peru tot centraal Chili

## Status
De grootte van de populatie is niet gekwantificeerd maar aangenomen wordt dat dit aantal stabiel is. Op de Rode lijst van de IUCN heeft deze soort daarom de status niet bedreigd.